# Claudia Lommatzsch
Claudia Lommatzsch es una deportista alemana que compitió para la RFA en ciclismo en la modalidad de pista, especialista en la prueba de velocidad individual.
Ganó cuatro medallas en el Campeonato Mundial de Ciclismo en Pista entre los años 1980 y 1983.

## Medallero internacional
| Campeonato Mundial | Campeonato Mundial      | Campeonato Mundial | Campeonato Mundial   |
| Año                | Lugar                   | Medalla            | Competición          |
| ------------------ | ----------------------- | ------------------ | -------------------- |
| 1980               | Besanzón (Francia)      | Medalla de bronce  | Velocidad individual |
| 1981               | Brno (Checoslovaquia)   | Medalla de bronce  | Velocidad individual |
| 1982               | Leicester (Reino Unido) | Medalla de bronce  | Velocidad individual |
| 1983               | Zúrich (Suiza)          | Medalla de plata   | Velocidad individual |